# 内田启一
内田啓一（日语：内田 啓一，1960年11月1日—2017年2月8日），神奈川縣人，日本美术学家。
毕业于早稻田大學第二文学部，后获得早稻田大學大学院文学研究科博士学位，担任早稲田大学文学学術院教授、町田市立国際版画美術館学藝員、昭和女子大学大学院教授。

## 著作
- ，法藏館，2006年
- ，東京美術，2009年
- ，法藏館，2010年
- ，法藏館，2011年